# Stockhaus (Heinersreuth)
Stockhaus ist ein Gemeindeteil von Heinersreuth im oberfränkischen Landkreis Bayreuth in Bayern. Stockhaus liegt in der Gemarkung Cottenbach.

## Geografie
Die Einöde liegt im Talgrund des Roten Mains. Ein Wirtschaftsweg führt nach Neuenplos (0,4 km westlich) bzw. zu einem Feriendorf am Rande des Dreschenauer Holzes (0,5 km nordöstlich).

## Geschichte
Stockhaus gehörte zur Realgemeinde Altenplos. Gegen Ende des 18. Jahrhunderts bestand Stockhaus aus einem Anwesen. Die Hochgerichtsbarkeit stand dem bayreuthischen Stadtvogteiamt Bayreuth zu. Die bayreuthische Verwaltung Altenplos war Grundherr des Gutes.
Von 1797 bis 1810 unterstand der Ort dem Justiz- und Kammeramt Bayreuth. Mit dem Gemeindeedikt wurde Stockhaus dem 1812 gebildeten Steuerdistrikt Ramsenthal und der zugleich gebildeten Ruralgemeinde Neuenplos zugewiesen. Mit dem Gemeindeedikt von 1818 erfolgte die Eingemeindung nach Cottenbach. Am 1. Mai 1978 wurde Stockhaus im Zuge der Gebietsreform in Bayern in die Gemeinde Heinersreuth eingegliedert.

### Einwohnerentwicklung
| Jahr      | 001819 | 001822 | 001861 | 001871 | 001885 | 001900 | 001925 | 001950 | 001961 | 001970 | 001987 |
| Einwohner | *      | 4      | 8      | 8      | 5      | 6      | 7      | 11     | 8      | 5      | 4      |
| Häuser    |        | 1      |        |        | 1      | 2      | 1      | 1      | 1      |        | 1      |
| Quelle    | [ 9 ]  | [ 6 ]  | [ 10 ] | [ 11 ] | [ 12 ] | [ 13 ] | [ 14 ] | [ 15 ] | [ 16 ] | [ 17 ] | [ 1 ]  |

## Religion
Stockhaus ist evangelisch-lutherisch geprägt und nach Dreifaltigkeitskirche (Neudrossenfeld) gepfarrt.